# Apple Music
Apple Music（アップル ミュージック）は、Appleによって開発・運営されている音楽ストリーミングサービス。契約者数は2019年6月時点で6000万人、楽曲数は2022年10月時点で1億曲を突破している。主なサービスとして、音楽のストリーミングやラジオ機能がある。
ここでは2023年3月28日に提供を開始した「Apple Music Classical」についても併せて述べる。

## 概要
2015年6月8日に発表され、同月30日に開始された。新規加入者には、サービスの月額利用が必要になる前に、1か月間の無料トライアル期間が設けられている。
Apple Musicを利用するには、ミュージックアプリやブラウザおよびApple Accountが必要であり、iPhone、Mac等で「ライブラリを同期」設定をオンにする必要がある。ストリーミングで聴くことも、ダウンロードしてオフラインで聴くことも可能である。iTunesでApple Musicの曲をダウンロードした場合は、iTunesフォルダ内のApple Musicフォルダに保存される。ただし曲はDRM保護されており、サービス解約後は再生できない。
本サービスを開始した2015年頃は、ストリーミングサービスの選択肢が少なかったこともあり、開始当初から人気のサービスではあった。2010年代末期に入ると、競合するSpotifyの台頭に加えて、Amazon Music HDやmora qualitas等の高音質ストリーミングサービスの登場により、Apple Musicも高音質化の対応に迫られ、2021年6月よりApple Musicのドルビーアトモスによる空間オーディオおよびカタログ全体がApple Losslessによるロスレスオーディオに対応。同時に価格据え置きによるサービス刷新となった。
2022年10月24日、Appleはアーティストに支払うライセンス費用の上昇等を理由として、本サービスの月額料金を引き上げることを発表した。アメリカではこれまでの個人プラン月額料金（9.99ドル）と比べて10%増の10.99ドル、日本でもこれまでの個人プラン月額料金（980円）と比べて10%増の1,080円にそれぞれ引き上げた。ファミリープランも同様に月額料金が引き上げられたが、学生プランの月額料金はそのまま据え置きとなった。この価格改定は日本時間の同月25日までに実施された。
Apple Musicオリジナル番組を製作するための専用スタジオも世界各地に開設しており、2025年4月時点でロサンゼルス、ニューヨーク、ナッシュビル、ロンドン、パリ、ベルリン、東京の7箇所に設置している。

### 配信形式
配信形式は、サービス開始当初からiTunes Plus（AAC 256kbps）を採用し、iTunes Storeで配信されている曲の大半が聴くことができる。2019年以降はApple Digital Masterの楽曲が配信開始。2021年6月以降はApple Losslessおよびドルビーアトモスによる空間オーディオが追加された。iPhoneでのモバイル通信ストリーミング時には、高効率（低データ使用量）も選択可能。
Apple Musicでは、楽曲ごとにサポートされている配信形式が異なっており、アルバムページ等に以下の4種類のうちのいずれかで表記されている。
- ロゴ無し

iTunes Plusのみ。
- ロスレス

Apple Lossless形式、16ビット/44.1kHz以上、最大24ビット/48kHz。任意でiTunes Plusの選択可。ラジオとミュージックビデオは非対応。
- ハイレゾロスレス

Apple Lossless形式、16または24ビット/88.2kHz以上、最大24ビット/192kHz。任意でロスレスおよびiTunes Plusの選択可。ラジオとミュージックビデオは非対応。
- Dolby Atmos

空間オーディオ（ドルビーアトモス）対応機種が必要。非対応楽曲ではドルビーオーディオ（5.1ch）による再生、非対応機種ではハイレゾロスレスおよびロスレス、iTunes Plusでの再生となり、いずれも任意で選択可。
また、2019年以降に配信されている一部のアルバム楽曲ではApple Digital Masterのロゴが表示されている。これについては、Apple Digital Masters（旧 Mastered for iTunes）認証されたマスタリングスタジオによってマスタリングされた楽曲であり、同じ配信形式と比べて高音質であることを謳っている。
Apple Losslessでの配信品質は16ビット/44.1kHz（CD品質）から最大24ビット/48kHzまで。一部の高音質楽曲は最大24ビット/192kHzまでとなる。48kHzを超える品質の楽曲再生については、元々Macはサウンドカードがハイレゾに対応しており問題なく再生できるが、iPhone等ではそのままの品質では再生できないため、対応のUSB-DACが別途必要となる。
空間オーディオの再生については、オーディオシステムがドルビーアトモスに対応している必要がある（非対応ヘッドホンでもドルビーアトモス設定を「常にオン」にすることで再生可能）。ドルビーアトモス非対応機種では、iTunes Plusまたはロスレス、ハイレゾロスレスでの再生に限定される。

### 利用料金
日本では月額で、個人1,080円 (年額10,800円)、ファミリー1,680円、学生580円のApple Musicプランがあり聴き放題である。初回の場合、1か月無料で利用できる。対象のApple製品、Beats製品を購入すると3か月無料で利用できる（申込期限は最初にデバイスをアクティベートしてから90日）。また、他社でも無料キャンペーンが行われることがある（例: au、PASMOアプリ）。

### Apple Music Classical
2023年3月28日、AppleはApple Musicのクラシック音楽版となる「Apple Music Classical」アプリのサービス提供を開始した。Apple Musicのプランに含まれており追加料金は不要。サービス開始時点では一部の国と地域（日本・中国・ロシア・韓国・台湾・トルコ）を除くApp Storeでダウンロード可能となり、日本でも2024年1月24日から利用可能となった。また、Androidにも対応しており、アプリも2023年5月31日に公開された。iOS/iPadOS 15.4以降、Android 9以降を搭載の機種、ブラウザからの利用に対応している。

## アプリの機能
iOS、macOS等のミュージックやiTunesアプリ内のApple Musicには以下の項目や機能がある。

### ホーム
Apple Musicのエキスパートが作ったプレイリストをチェックしたり、好みに合いそうなアルバムや友達が聴いている音楽を発見したりできる。 アルバムによっては、最も人気のある曲の左横に • の印が表示される。iOS 17.3.1以前では「今すぐ聴く」、iOS 13.7以前では「For You」の名称であった。

### 新着
好みに合ったおすすめの音楽、ミュージックビデオ、プレイリストを見つけることができる。iOS 17.7.2以前では「見つける」、iOS 9.3.6以前では「New」の名称であった。

### ラジオ
Apple Musicのラジオ番組、最新の音楽、独占インタビューを視聴することができる。日本でも『J-Pop Now Radio』や『Tokyo Highway Radio』等のオリジナルコンテンツが配信されている。24時間放送されているApple Music 1（旧 Beats 1）、Apple Music Hits、Apple Music Country、Apple Música Uno、Apple Music Club、Apple Music Chillの6つのチャンネルはApple Musicの登録なしでも聴くことができる。

### ライブラリ
自分のミュージックライブラリ（iTunes Storeから購入した曲や同期した曲、プレイリストを含む）が表示される。

### 検索
アーティスト名や曲名の他、歌詞からも検索することが可能。ジャンルやカテゴリの一覧から見つけることもできる。

### アーティストページ
アーティストのページでは「同じタイプのアーティスト」という項目がありアーティストのジャンル等をAIが判定しそれに近いタイプのアーティストをまとめている。主に毎週火曜日に並び順等が変更されている。また「必聴アルバム」や「アーティストについて」の解説を読むこともできる。

### 歌詞
iOS 10では歌詞の表示に対応した。iOS 13以降では曲に合わせて歌詞をタイムリーに自動表示することもできる。

### Apple Music Sing
歌詞を表示し、曲のボーカルの音量を調節して、音楽に合わせて歌うことができるカラオケの様な機能。ドルビーアトモスと同時に使用はできない。
iOS/iPadOS/tvOS 16.2とA13チップ以降を搭載した対応機種で利用可能。Apple TV 4KではiPhoneのカメラを連係して、歌っている自分の姿を歌詞やエフェクトと一緒に画面に映す機能もある。

### Apple Music Connect（廃止）
iTunes Pingと似た音楽SNS。利用者が少なく2019年5月24日に全サービスを終了した。

## プラン
以下のプランがある。またApple OneのプランにもApple Musicが含まれている。
- 個人プラン

Apple Musicカタログ全体、エキスパートのおすすめ、およびオンデマンドラジオステーションにアクセス可能。
- ファミリープラン

最大6人の家族が、それぞれのデバイスでApple Musicに好きなだけアクセスして楽しむことができる。
- 学生プラン

個人プランと同等のサービスとApple TV+（追加料金なしの特典）が学生向けの割引価格で提供される。
- Voiceプラン（廃止）

Apple製デバイス上において、Siriに呼びかけることによってのみ聴きたい音楽や場面に合ったプレイリストを楽しめるプラン。音楽の聴き流しをしたいというニーズに特化した安価なプランであり、個人プランの機能限定版の位置付けである。2023年11月にプランの提供を終了した。

## 必要条件
一部デバイスはハイレゾロスレスあるいはドルビーアトモスに非対応。対応曲でのみドルビーアトモス信号が出力される。PS5版、Xbox版はゲームのプレイ中にも音楽を再生したままにすることが可能。
- iOS 8.4以降を搭載のiPhone 4S以降、iPad 2以降、iPod touch (第5世代)以降 - ミュージック
- tvOSを搭載のApple TV HD以降 - ミュージック
- watchOSを搭載のApple Watch - ミュージック
- visionOSを搭載のApple Vision Pro - ミュージック
- OS X 10.10.4〜macOS 10.14.6を搭載のMac、Windows 7以降を搭載のWindows - iTunes 12.2以降
- macOS 10.15以降を搭載のMac - ミュージック、Windows 10以降を搭載のWindows - Apple Music
- Android 4.3以降（一部デバイスは非対応）- Apple Music
- PlayStation 5以降 - Apple Music
- Xbox One以降の全Xboxシリーズ - Apple Music
- Tesla（対応車）- Apple Music